# Empire Earth
Empire Earth — відеогра жанру стратегії в реальному часі, розроблена Stainless Steel Studios і видана Sierra 5 листопада 2001 року. EE досить відчутно схожа на серію Age of Empires.
Гра вимагає від гравців збирати ресурси для будівництва будівель, вирощування громадян і завоювання протилежних цивілізацій. Empire Earth охоплює 500 000 років людської історії, яка поділена на 14 епох, починаючи з доісторичної доби і закінчуючи гіпотетичним майбутнім. Доповнення «Земля Імперії: Мистецтво завоювання» було розроблено компанією Mad Doc Software і випущено у 2002 році. Воно додало нові можливості, такі як особлива сила для кожної цивілізації, а також нову 15-ту історичну добу під назвою «Космічна ера», яка зосереджується на колонізації планет.

## Ігровий процес

### Основи
Як і в більшості ігор такого жанру, в EE потрібно розвивати свою цивілізацію, збільшувати населення, зводити будівлі, та налаштовувати стосунки з сусідами. Особливістю цієї гри є те, що на все це дається 500 тис. років. Гра включає 14 епох, починаючи з доісторичної і закінчуючи у майбутній добі нанотехнологій. Перехід в наступну епоху вимагає наявності певної кількості ресурсів. З кожною добою відкриваються нові вдосконалення, споруди та юніти. Кожні дві епохи вигляд споруд і юнітів змінюється.
На початку гравець володіє міським центром і робітниками, котрі добувають ресурси та зводять інші споруди. В міському центрі зберігаються ресурси та наймаються робітники, початкові війська і герої; він також посилює юнітів навколо. Існує 5 основних ресурсів: їжа, деревина, камінь, золото й залізо. Загальна кількість юнітів залежить від максимуму населення, котрий залежить від наявності жител. На віддалі від міського центру можуть будуватися поселення, куди доставляються ресурси, але де не можна наймати юнітів. Утім, поселення може бути розбудоване в міський центр. Поселивши в міському центрі робітників, його можливо перетворити на капітолій, що додатково посилює юнітів навколо і дозволяє наймати нові види військ. Залежно від епохи, доступні різні споруди, такі як ферми, казарми, храми, стайні, аеропорти тощо. Також існує особливий клас споруд — «Чудеса світу», що дають суттєві переваги, але вимагають багато ресурсів.
EE має 19 цивілізацій, вибрати одну з них можна після початку гри або створити свою. Є можливість створювати власну цивілізацію з унікальними початковими бонусами. Розвитку можуть перешкодити ворожі імперії, щоб від них захищатися, потрібно створювати війська. У грі є чимало різних юнітів і технологій і два типи «героя»: Стратег (лікує юніти і деморалізує ворожі загони) і Воїн (підвищує бойовий дух і силу). На початковому етапі воїни — дикуни з палицями та камінням, але з розвитком епохи і технологій поступово з'являться треновані солдати, танки, винищувачі, бомбардувальники з ядерним озброєнням, роботи та ін. Із кораблів спочатку наявні фрегати, поступово з'являться субмарини, авіаносці та ін. Гравець може обирати поведінку для військ та їхні шикування.
Іноді можуть траплятися природні лиха: землетруси, епідемії, урагани, виверження вулканів. Пророки можуть насилати природні лиха на ворогів, витрачаючи для цього очки віри, що накопичуються від поклонінь робітників у храмах. В Цифрову епоху з'являються їх замінники — Кібернетичні сили. Жерці здатні навертати ворогів у свою віру, переводячи їх під контроль гравця.

### Епохи
Відмінною рисою гри є «епохи»:
1. Доісторична епоха (Prehistoric Age, 500 тис. до н. е. — 50 тис. до н. е.) — цивілізація представлена племенем, що має примітивні споруди. Головним ресурсом є їжа, що добувається полюванням і збиральництвом. Доступні метальники каменів і воїни з киями, розвідники, пророки та жерці.
2. Кам'яна доба (Rock Age, 50 тис. до н. е. — 5 тис. до н. е.) — цивілізація може вирубувати ліс, отримуючи деревину. Доступні списоносці, пращники, таранники, військові та транспортні човни, цивілізація винаходить писемність. Відкривається нове джерело їжі — рибальство.
3. Мідна доба (Copper Age, 5 тис. до н. е. — 2 тис. до н. е.) — з'являються мідні знаряддя та зброя, стають доступні кораблі, мечники, лучники, вершники. Відкриваються землеробство та примітивні лікарні. Доступні для найму герої — Гільгамеш та Саргон.
4. Бронзова доба (Bronze Age, 2000 до н. е. — 0) — стають доступні стрільці на колісницях і слонах, метальники списів, перші облогові машини. Доступні герої — Ганнібал і Александр Великий.
5. Темна доба (Dark Age, 0 — 900 до н. е) — з'являються арбалетники та найманці — варвари й вікінги, складні облогові знаряддя. Герої — Юлій Цезар і Карл Великий.
6. Середні віки (Middle Ages, 900—1300 р.) — цивілізація отримує арбалетників і пікінерів, удосконалені облогові знаряддя, лицарів. Герої — Річард Левове Серце та Вільгельм Завойовник.
7. Ренесанс (Renaissance, 1300—1500 р.) — перші стрільці з вогнепальною зброєю та гармати, проте зберігаються і війська Середніх віків. Герої — Генріх V та Ізабелла Кастильська.
8. Епоха імперій (Imperial Age, 1500—1700 р.) — доступні мушкетери, алебардники, бомбарди і ручні каноніри, кірасири. Розвивається артилерія. З'являються снайпери, які можуть бути приховані та вбивають з першого пострілу будь-якого піхотинця. Доступні польові медики. Герої — Олівер Кромвель і Єлизавета I.
9. Індустріальна епоха (Industrial Age, 1700—1900 р.) — доступні гринадери та партизанські війська, драгуни, розвідувальні повітряні кулі. Герої — Наполеон і Отто фон Бісмарк.
10. Атомна доба — ПСВ (Atomic Age — WWI, 1900—1939 р.) — виникають літаки, танки, броненосці й субмарини, розвідувальні дирижаблі. Доступні гранатометники, кулеметники, протитанкові гармати. Герої — Манфред фон Ріхтгофен і вигаданий генерал Де Верран.
11. Атомна доба — ДСВ (Atomic Age — WWII,1939–1945 р.) — суцільнометалеві літаки, вогнеметники, авіаносці. З'являється атомна бомба. Герої — вигаданий Трейвіс Шейкфіл і Ервін Роммель.
12. Атомна доба — Сучасність (Atomic Age — Modern, 1945—2000 р.) — надзвукові літаки, гелікоптери. Герої — вигадані Деніс Албанс і Брезден.
13. Цифрова епоха (Digital Age, 2000—2100 р.) — розвиток роботів і лазерної зброї. Герої — вигадані Сергій Молотов і Алексій Септім.
14. Доба нанотехнологій (Nano Age, 2100—2200 р.) — роботи другого покоління, лазерні танки. Герої — кіборги Сергій Молотов і Моллі Раян.
15. Космічна доба (після 2200 р.) — епоха додана в доповненні. Стають доступні космічні кораблі та телепорт. Космічні кораблі можуть використовуватись тільки на спеціальних картах. Герої — Гу Кван До і Хан Су До.

### Цивілізації
- Австрія — вправно займається збиральництвом і рибальством, стійка до впливу жерців. Має сильні човни, сильну та витривалу піхоту, кавалерію та артилерію. В епохи 3-15 за навернені у свою віру ворожі поселення отримує їхні унікальні здібності.
- Англія — ефективно рибалить і добуває золото, швидко будує човни. Їхні вежі мають підвищену дальність атаки. Має ефективних піхотинців, стрільців, облогові машини та кораблі. Міські центри володіють збільшеним радіусом огляду.
- Ассирія — ефективно добуває їжу та має міцні споруди, котрі швидко будуються. Має сильних і швидких лучників та кавалерію. За кожних кількох убитих ворожих робітників отримують додаткового власного.
- Вавилон — ефективно добувають деревину та камінь. Володіють міцними човнами. Їхні вежі мають підвищену дальність атаки. Пророки швидкі та мають великий радіус дії. Стрільці, списоносці та кавалерія мають великий запас здоров'я та силу. Вавилонці здатні будувати вежі, котрі навертають всіх ворогів навколо у свою віру.
- Велика Британія — ефективно добуває їжу полюванням і збиральництвом та швидко добуває золото. Робітники та човни швидкі, а вежі мають збільшену дальність атаки. Володіє потужною артилерією, кораблями та літаками. Їхні командо можуть плавати і підривати ворожі будівлі.
- Візантія — ефективно займається землеробством, швидко будує човни. Бойові кораблі міцні та швидко будуються. Володіє міцними спорудами. Має ефективних мечників, стрільців і облогові машини. За вбивство кожного ворог отримують частку його вартості.
- Греція — ефективно добуває їжу та стійка до впливу жерців. Піхота, облогові знаряддя й кораблі греків стійкіші та сильніші, ніж в інших цивілізацій. В епохи 3-7 володіють вогняними стрілами, ефективними проти споруд.
- Ізраїль — ефективно рибалить і добуває залізо. Швидко створює робітників і човни. Володіє посиленими пророками й жерцями. В цієї цивілізації сильні лучники, мечники та кораблі. Жерці завжди приховані.
- Іспанія — ефективно займається землеробством і рибальством, війська посилюються в горах. Має сильних списоносців, стрільців і флот. В епохи 7-9 вершники мають збільшений радіус огляду.
- Королівства Італії — ефективно добуває камінь, має дешевих робітників і човни, міцні споруди, котрі додатково швидко будує. Ефективні стрільці, мечники і кавалерія, посилені кораблі. Може взаємозамінювати золото й залізо.
- Італія — добере веде землеробство і добуває камінь, а також стійка до впливу жерців. Вежі мають збільшену дальність атаки. Має ефективних стрільців, облогові машини та артилерію й гелікоптери. В епохи 11-15 може скидати з повітря десант.
- Карфаген — добре рибалить і добуває камінь. Має дешеві човни й кораблі. В Карфагена сильні піхотинці та вершники. Робітники та піхотинці здатні пересуватися перетятою місцевістю без втрати швидкості.
- Китай — ефективно займається землеробством. Має дешеві човни. Війська посилюються в горах. У Китаю ефективна артилерія і роботи, дешеві літаки й гелікоптери. За збільшену плану може створювати юнітів миттєво.
- Корея — швидко добуває золото, війська посилюються в горах. Має потужних стрільців, облогові машини, артилерію, танки й літаки, а також космічні кораблі. Може перетворювати війська на фанатиків — вони отримують збільшену силу в обмін на здоров'я. Додана в доповненні.
- Німеччина — швидко добуває камінь, робітники і човни мають збільшений запас здоров'я. Володіє потужними танками, кораблями та літаками. В епохи 9-12 робітники можуть бути перетворені на солдатів.
- Оттоманська імперія — швидко добуває дерево та камінь, її робітники та човни швидкі й швидко наймаються. Жерці дешеві, мають збільшене здоров'я. Має потужну кавалерію та артилерію. Може одразу будувати міські центри замість поселень.
- Росія — ефективно рибалить і добуває дерево, швидко наймає робітників і будує човни. Її вежі мають посилену атаку, також посилені стрільці, облогові машини й танки. Кораблі дешевші, ніж в інших цивілізацій. В кожній шахті може працювати максимум 7 робітників замість стандартних 6.
- Нова Росія — швидко добуває дерево, має дешевих і стійких робітників, а також міцні споруди. Володіє потужними облоговими машинами й роботами. В епохи 13-15 може запускати ядерні ракети.
- Російські повстанці — ефективно добувають залізо, швидко наймають робітників і будують човни. Володіють сильними стрільцями, танками, бомбардувальниками й роботами. Можуть витрачати очки віри на приховування частини своєї бази.
- США — швидко добуває золото й залізо, робітники та човни володіють посиленою атакою та швидкістю. США швидко і дешево зводять будівлі. Володіють дешевими танками, потужними кораблями та літаками. В епохи 10-15 можуть обмінювати на ринку ресурси без податків.
- Франки — ефективно добувають дерево та золото, стійкі до впливу жерців. Їхні споруди дешеві та мають посилену атаку. Ефективно навертають ворогів у свою віру. Мають потужних списоносців, мечників і облогові знаряддя. В епохи 4-7 їхні вершники, мечники та лицарі можуть навертати у свою віру.
- Франція — добре добуває деревину та залізо. Робітники і човни мають збільшений запас здоров'я. Їхні споруди міцні та мають посилену атаку. В Франції потужна піхота і артилерія. Бездіяльні юніти автоматично приховуються від ворога.
- Японія — ефективно добуває залізо, володіє швидкими робітниками і човнами. Має потужну піхоту, танки, роботів і космічні кораблі. В епоху 15 володіють кібер-ніндзя, котрі здатні тимчасово вимикати ворожі будівлі. Додана в доповненні.

### Чудеса світу
- Вавилонська вежа — дозволяє жерцям одночасно навертати у свою віру кількох ворогів.
- Колізей — збільшує максимум населення і зменшує його у ворогів.
- Фароський маяк — відкриває огляд на водні простори навколо.
- Храм Зевса — дозволяє військам самостійно лікуватися.
- Брама Іштар — збільшує міцність всіх мурів.
- Александрійська бібліотека — показує розташування всіх завершених ворожих споруд.

## Кампанії
У грі присутні чотири кампанії — Кампанія Греції, Кампанія Англії, Кампанія Німеччини і Кампанія Росії. Кожна нова кампанія починається майже з того ж часу, що й закінчується попередня. Також в грі є навчальна кампанія, в якій показуються основні аспекти гри, добування ресурсів та використання армії.
Кампанія Греції. Жителі села в Анатолії дізнаються від жерця Калхаса, що їм загрожує смертельна небезпека. Єдиний спосіб врятуватися — тікати на захід, де розташоване поселення Троя. Герой Геракл очолює анатолійців та захоплює Трою. Завдяки знанням її жителів будується флот, на якому народ дістається до Фессалії. Плем'я стає відоме як ахейці та підкорює нову землю.
Нащадки Геракла зазнають поразки від племені данайців. Цар Спати — Менелай, і цар Аргоса — Агамемнон, ведуть данайців на завоювання Троади. Жителі Аргоса засновують місто Афіни, та під проводом царя Тесея підкорюють навколишні поліси. Спарта і Фіви об'єднуються й нападають на Афіни. Боги забирають Тесея на Олімп, і афіняни відбивають напад самотужки.
За який час спартанці готують помсту, та під проводом Перікла афіняни знову перемагають. Згодом Грецію об'єднує Александр Великий і планує підкорити все Середземномор'я та Азію.
Кампанія Англії. В герцогстві Нормандія, Вільгельм, син Роберта герцога Нормандського, бореться за владу з лордом Тустейном, який незаконно зайняв призначений Вільгельму трон. За допомогою вірних воїнів юний Вільгельм перемагає узурпатора і стає герцогом Нормадським. Незабаром друг дитинства Вільгельма — Гай Бургундський, піднімає повстання. Вільгельм, заручившись підтримкою короля Франції Генріха, збирає армію і розбиває повстанців у битві при Валь-е-Дюне. У 1066-му році Вільгельм здобуває трон.
Після подій Столітньої війни Едуард Чорний здійснює похід вглиб Франції в 1356 році, під час якого був полонить короля Франції Іоанна II Доброго. Далі слідує епізод з війни Генріха V з сектою лоллардів і битвою при Азенкурі.
Наступні дві місії присвячені війні Великої Британії проти Французької Імперії Наполеона. Перша місія розповідає про участь британських військ у війні проти французів в Іберії, а друга дозволяє взяти участь в битві при Ватерлоо.
Кампанія Німеччини. В 1915 році Манфред фон Ріхтгофен і графа фон Хольк намагаються вибратися з Вищніці на території Російської імперії. Німці доставляють по морю вантажний флот і захоплюють французькі форти, після чого беруть участь в битві на річці Соммі.
Виникає Третій рейх і починає операцію «Бліцкриг». У 1939 Німеччина нападає на Польщу й атакує сили англійців. Фіналом стає операція «Морський лев».
Кампанія Росії. Партія «Нова Росія» в 2018 намагається повернути Росії її велич. Григорій Стоянович очолює громадянську війну та захоплює владу в державі. Він завойовує Європу, де йому протистоять Західний Альянс, Північний Альянс, Україна та Велика Британія.
За якийсь час уже старий Григорій придушує повстання проти нього та призначає свого наступника — робота-охоронця Григорія II, котрий продовжує завоювання світу. Потай китайські вчені намагаються створити машину часу аби змінити історію. Генерал Сергій Молотов руйнує машину, в результаті отримує смертельну дозу радіації. Його рятують, перетворивши на кіборга.
У 2097 році Росія контролює більшу частину Євразії та наближається до кордонів США. Сергій Молотов розуміє, що Григорій II збожеволів, коли той наказує завдати орбітального удару по Кубі через загрозу повстання. Молотов тікає в США і об'єднується з агентом ЦРУ Моллі Раян. Вони відновлюють створення машини часу, Молотов відвойовує Кариби та переноситься на машині часу в 2018 рік. Григорій II дізнається про їхні плани і також вирушає в минуле. Молотову і Раян завдяки шпигунам вдається завадити диктатору змінити історію, вбити Григорія II і Григорія Назарова. Молотов відчуває, що машина часу повертає його в майбутнє і задається питанням у який світ він потрапить — кращий чи гірший?

## Доповнення
- The Art of Conquest — додає нову епоху (Космічна доба, 2200+), нові споруди, космічні війська, чудо світу (Орбітальна космічна станція), та цивілізації (Японія і Корея), а також три додаткові кампанії.